# Melanoplus femurnigrum
Melanoplus femurnigrum är en insektsart som beskrevs av Scudder, S.H. 1898. Melanoplus femurnigrum ingår i släktet Melanoplus och familjen gräshoppor. Inga underarter finns listade i Catalogue of Life.